# Kościół Niepokalanego Poczęcia Najświętszej Maryi Panny w Rynie
Kościół Niepokalanego Poczęcia Najświętszej Maryi Panny w Rynie – rzymskokatolicki kościół parafialny należący do parafii pod tym samym wezwaniem (dekanat Giżycko – św. Szczepana Męczennika diecezji ełckiej).
Po II wojnie światowej na miejscu obecnej świątyni została urządzona kaplica przez katolików. W latach 1978–1980, podczas urzędowania księdza proboszcza Ryszarda Witkowskiego, dotychczasowa kaplica została obudowana. Został wzniesiony kościół z zapleczem duszpastersko-katechetycznym. W dniu 1 czerwca 1980 roku świątynia została poświęcona przez ówczesnego biskupa warmińskiego Józefa Glempa. Do 2005 roku został wymieniony dach, ocieplona została zewnętrzna elewacja oraz zostało pomalowane i odnowione wnętrze świątyni.
Od 1957 roku duszpasterstwo przy świątyni prowadzą księża pallotyni. Od 1962 roku kościół jest świątynią parafialną.